# Albert J. R. Heck

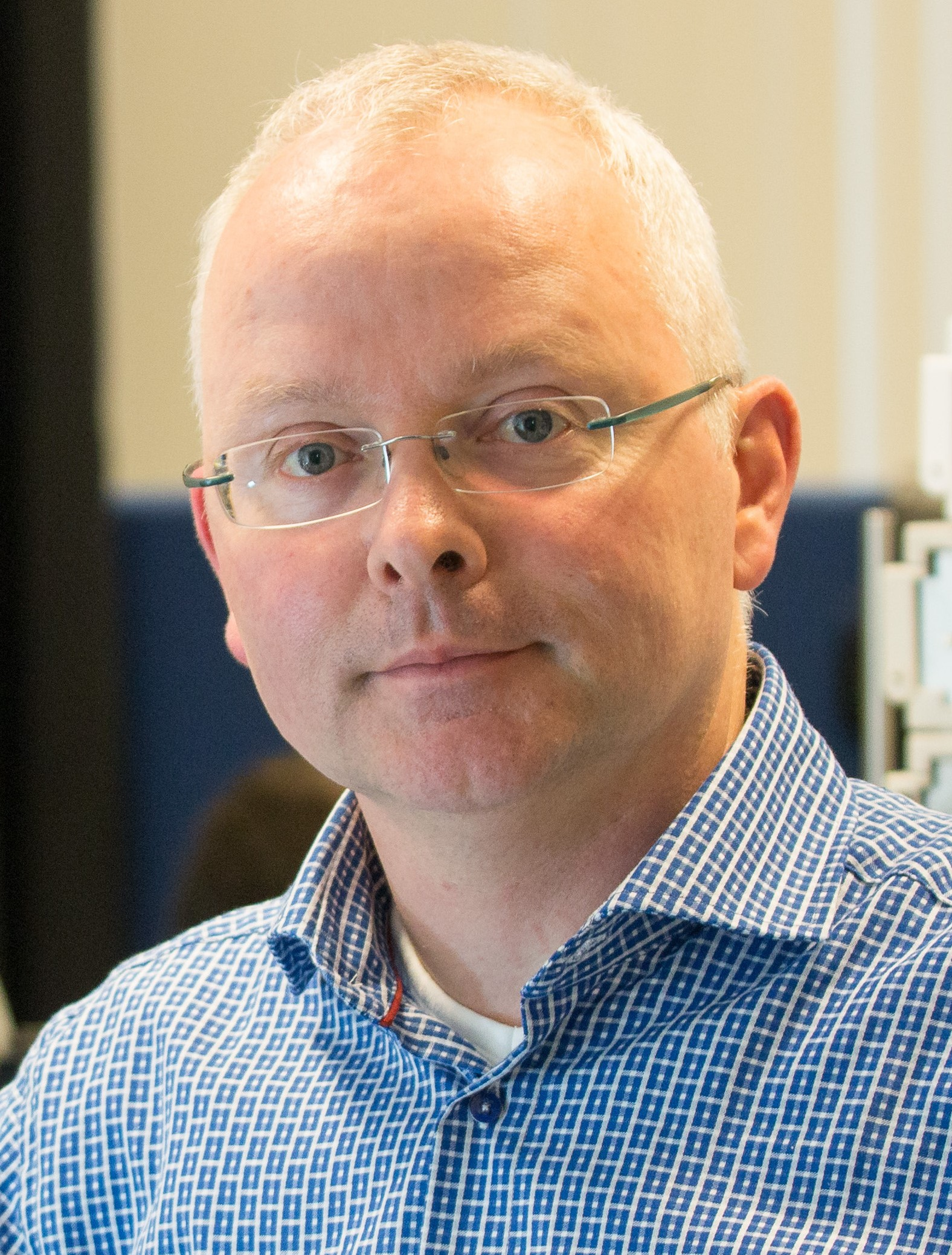
Albert Heck

Albert J. R. Heck (* 26. November 1964 in Goes) ist ein niederländischer Biochemiker.
Heck studierte Chemie an der Freien Universität Amsterdam und wurde 1993 an der Universität Amsterdam promoviert. Als Post-Doktorand war er an der Stanford University bei Richard Zare und an den Sandia National Laboratories. Er war Lecturer an der University of Warwick und wurde 1998 Professor an der Universität Utrecht.
Er leitet in Utrecht die Gruppe für biomolekulare Massenspektrometrie und Proteomik. Ab 2003 war er wissenschaftlicher Leiter des niederländischen Proteomik-Zentrums und 2006 bis 2012 war er wissenschaftlicher Direktor des Bijvoet Center for Biomolecular Research an der Universität Utrecht.
Er gehörte mit seiner Gruppe zu den Pionieren der native mass spectrometry, in der Biomoleküle nicht nur nach ihrer Masse analysiert werden, sondern auch die Struktur nicht-kovalenter Protein-Protein-Komplexe und Protein-Ligand-Komplexe, zum Beispiel Antikörper-Antigen-Komplexe. In der Proteomik ist er für die Analyse post-translationaler Modifikationen (speziell Phosphorylierungen) von Proteinen mit Massenspektrometrie bekannt und der Entwicklung neuartiger Peptid-Fragmentations-Strategien zur Klärung spezifischer post-translationaler Modifikationen. 
2017 erhielt er den Spinoza-Preis. Er ist Mitglied der Niederländischen Akademie der Wissenschaften und der European Molecular Biology Organization.

## Schriften (Auswahl)
- mit R. H. van den Heuvel: Native protein mass spectrometry: from intact oligomers to functional machineries, Curr. Opin. Chem. Biol., Band 8,  2004, S. 519–526[2]
- Native mass spectrometry: a bridge between interactomics and structural biology, Nature Methods, Band 5,  2008, S. 927–933.